# Südstadt (Heidelberg)

Mapa da Südstadt

Südstadt é um distrito de Heidelberg. Relativamente novo, foi criado após a Segunda Guerra Mundial pela expansão do distrito de Weststadt para o sul e do distrito de Rohrbach para o norte, tendo atualmente (sem contar os familiares de soldados dos Estados Unidos) aproximadamente 4 mil moradores. Südstadt é assim após Bahnstadt e Schlierbach o terceiro distrito menos populoso de Heidelberg.